# 凱特·格列哥耶娃
叶卡捷琳娜·谢盖耶芙娜·格列哥耶娃（俄語：Екатерина Сергеевна Григорьева，1988年9月15日—），是一位俄罗斯女性模特兒，工作上簡稱凱特·格列哥耶娃（Kate Grigorieva）。
格列哥耶娃曾经參加2012年俄罗斯小姐比赛，是十強之一。她是2014年的紐約時裝週出道，并被選為2014年秋冬季最佳新进模特儿之一。
她是美國最大的連鎖女性成衣品牌維多利亞的秘密代言的模特兒之一，2015-2016年间是「維多利亞的秘密天使」（Victoria's Secret Angels）中的一員。
2015年8月，格列哥耶娃和一位俄罗斯军人亚历山大在圣彼得堡结婚，但婚姻只维持了6个月男方便提出离婚。2018年7月，她和俄罗斯足球運動員安東·舒寧在莫斯科结婚。